# Caloplaca aurantia
Caloplaca aurantia (Pers.) Hellb. ist eine Flechtenart aus der Familie der Teloschistaceae.

## Merkmale

### Makroskopische Merkmale
Caloplaca aurantia ist eine Krustenflechte, das heißt, ihr Lager (Thallus) liegt eng auf der Unterlage auf. 
Der Thallus ist gelb bis orange und ist bereift. Die Randlappen sind dicht schließend, nicht gewölbt, sondern flach der Unterlage anliegend und nicht bereift. Die Apothecien haben einen Durchmesser von 0,5 bis 3 mm. Die Apothecienscheibe ist dunkelorange. Der Apothecienrand hat die gleiche Farbe wie der Thallus.

### Mikroskopische Merkmale
Die Sporen sind hyalin, polar-2-zellig. Das Septum ist nach außen bauchig vorspringend, mit den Abmessungen 10–16 × 7–12 µm.

### Tüpfelreaktion
Der Thallus und die Apothecienscheibe verfärben sich beim Beträufeln mit Kalilauge rot (K+).

## Verbreitung
Die Flechte kommt auf kalkreichem Stein, Beton und Mörtel in niederschlagsarmen warmen Lagen vor.